# Universidad de Panamá
Die Universidad de Panamá  (deutsch Universität von Panama) wurde am 7. Oktober 1935 gegründet. Ursprünglich hatte sie 175 Studenten, die Pädagogik, Handel, Naturwissenschaften, Pharmazie, Voringenieurwesen oder Jura studierten. Im Jahr 2008 zählte sie 74.059 Studierende, die sich auf 228 Gebäude im ganzen Land verteilen. Die Universität von Panama wurde von Octavio Méndez Pereira gegründet, der auch der erste Präsident der Universität war.

## Geschichte

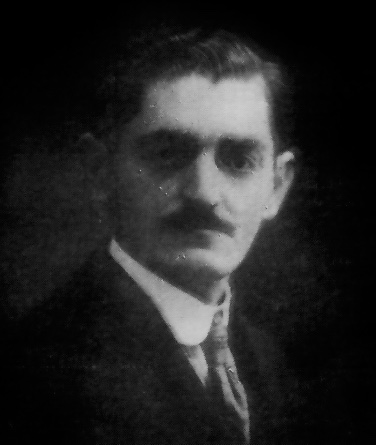
Octavio Méndez Pereira (vor 1938)

Die Universität von Panama wurde am 29. Mai 1935, während der Amtszeit von Präsident Harmodio Arias Madrid, per Präsidialdekret (Nr. 29) gegründet. Bei der Eröffnung am 7. Oktober 1935 zählte die Universität 175 Studenten in den Fächern Pädagogik, Handel, Naturwissenschaften, Pharmazie, Voringenieurwesen,  Wissenschaften und Recht. Ihr Gründer und erster Rektor war Dr. Octavio Méndez Pereira (Bild). Der Betrieb wurde zunächst in einem der Flügel des "Instituto Nacional" (Nationales Institut) aufgenommen. 
Später, unter der Regierung von Präsident Enrique A. Jiménez, erwarb die Regierung rund 60 Hektar Land in der Nachbarschaft von El Cangrejoe, ein Viertel im Stadtteil Bella Vista von Panama-Stadt, das schließlich zum Hauptcampus der Universität und der Kunstgewerbeschule Melchor Lasso De La Vega werden sollte. Die Grundsteinlegung erfolgte am 2. Oktober 1947, mit den Bauarbeiten wurde im Januar 1948 unter der Leitung von Alberto De Saint Malo, der damals Dekan der Fakultät für Ingenieurwesen und Architektur war, begonnen.
In den ersten vier Gebäuden wurden die Fakultäten für Geistes-, Ingenieur- und Architekturwissenschaften sowie die naturwissenschaftlichen Labore, die Verwaltung und die Bibliothek untergebracht. Der Unterricht in den neuen Gebäuden begann am 29. Mai 1950. Die offizielle Einweihung des Campus fand am 1. November 1953 statt. In den 1950er Jahren wurden die Bauarbeiten fortgesetzt und 11 weitere Gebäude errichtet, in denen das Biochemiezentrum sowie die Fakultäten für Pharmazie, öffentliche Verwaltung und Handel untergebracht werden sollten. In den folgenden zehn Jahren wurden 15 weitere Gebäude errichtet, darunter die Fakultäten für Odontologie und Jura sowie das Versuchszentrum für landwirtschaftliche Forschung in Tocumen.
Zwischen 1970 und 1980 wurden die Gebäude für Biologie, Architektur, Ingenieurwesen, Geisteswissenschaften, die Simón-Bolivar-Bibliothek und das Labor für Spezialanalysen fertiggestellt. Ende 1979 erhielt die Universität von Panama die Einrichtungen des Gymnasiums Rainbow City in Colón, wo das erste der regionalen Zentren der Universität seinen Betrieb aufnahm. Im folgenden Jahrzehnt wurden die regionalen Zentren für die Provinzen Veraguas, Chiriquí und Coclé sowie für die Region Azuero gebaut, einschließlich einer Fakultät für Agrarwissenschaften in Chiriquí.
In den 1990er Jahren wurden das Regionalzentrum für Panamá Oeste (Westpanama) und vier Gebäude für die Forschung errichtet. 1999 übertrug die Interoceanic Regional Authority ARI, die panamaische Regierungsbehörde, die einst für die Verwaltung des Geländes der ehemaligen Panamakanalzone zuständig war, die Gebäude der ehemaligen Curundu Junior High School an die Universität von Panama. Dieser Komplex wurde später zum Campus Harmodio Arias Madrid. Andere Einrichtungen, die übertragen wurden, waren die des späteren Veterinärkrankenhauses in Corozal. In dieser Zeit erweiterte die Universität ihren Gebäudebestand um 19 weitere, dank des Erwerbs benachbarter Gebäude und des Baus des Regionalzentrums in Bocas del Toro, der Erweiterungsbauten in Chepo (Provinz Panamá) und (Darién) sowie der Volksuniversitäten in Azuero und Coclé, die heute als Universidades del Trabajo y La Tercera Edad (deutsch Universitäten der Arbeit und der älteren Generation) bekannt sind.

## Errungenschaften
Mehrere internationale Forschungsvereinbarungen und der Austausch von Mitarbeitern wurden von Regierungsbehörden mit der Einrichtung geschlossen. Professoren aus den Bereichen Wissenschaft und Technologie, Medizin, Wirtschaft und Recht wurden eingeladen, Vorträge zu halten und auch an anderen Universitäten in der ganzen Welt zu unterrichten. Die Universität von Panama hat auch Vertreter zu mehreren internationalen Kongressen und Tagungen entsandt, z. B. zum Thema Frauen und Geschlecht, zum Weltwirtschaftsforum, zu Umweltkongressen, zu Tagungen über biologische Forschung und zu Statistikkongressen.

## Mission
Die Universität von Panama ist die erste offizielle Hochschuleinrichtung der Republik Panama, die einen autonomen Charakter hat. Ihr Auftrag ist wie folgt definiert:

„Die Universität von Panama hat als offizielle Universität der Republik einen volkstümlichen Charakter, steht im Dienste des panamaischen Volkes, ohne jegliche Unterscheidung, und verfügt über eine in der politischen Verfassung der Republik Panama verankerte Autonomieregelung, mit Rechtspersönlichkeit und eigenem Vermögen. Sie ist inspiriert von den höchsten menschlichen Werten und widmet sich der Erzeugung und Verbreitung von Wissen, Forschung, umfassender, wissenschaftlicher, technologischer und humanistischer Ausbildung im Rahmen akademischer Exzellenz, mit einer kritischen und produktiven Haltung.“

## Fakultäten
- Öffentliche Verwaltung
- Betriebswirtschaft
- Architektur
- Bildende Kunst
- Agrarwissenschaften
- Erziehung
- Naturwissenschaft und Technologie
- Kommunikationswissenschaft
- Recht und Politikwissenschaft
- Ökonomie
- Pflegepädagogik
- Pharmazie
- Odontologie
- Humanities
- Informatik, Elektronik und Kommunikation
- Studium der Medizin
- Veterinär-Medizin
- Zahnmedizin
- Psychologie
- Grafikdesign